# Article 62 de la Constitution de la Cinquième République française
Article 61-1 Article 63
L'article 62 de la Constitution de la Cinquième République française règle les conséquences d'une déclaration d'inconstitutionnalité après un contrôle de constitutionnalité.
Cet article a été modifié par la révision constitutionnelle du 23 juillet 2008 pour s'accommoder de la question prioritaire de constitutionnalité (QPC).

## Texte
Rédaction actuelle
« Une disposition déclarée inconstitutionnelle sur le fondement de l'article 61 ne peut être promulguée ni mise en application.

Une disposition déclarée inconstitutionnelle sur le fondement de l'article 61-1 est abrogée à compter de la publication de la décision du Conseil constitutionnel ou d'une date ultérieure fixée par cette décision. Le Conseil constitutionnel détermine les conditions et limites dans lesquelles les effets que la disposition a produits sont susceptibles d'être remis en cause.

Les décisions du Conseil constitutionnel ne sont susceptibles d'aucun recours. Elles s'imposent aux pouvoirs publics et à toutes les autorités administratives et juridictionnelles. »
— Article 62 de la Constitution du 4 octobre 1958
Rédaction d'origine
« Une disposition déclarée inconstitutionnelle ne peut être promulguée ni mise en application.

Les décisions du Conseil constitutionnel ne sont susceptibles d'aucun recours. Elles s'imposent aux pouvoirs publics et à toutes les autorités administratives et juridictionnelles. »
— Article 62 de la Constitution du 4 octobre 1958 (version d'origine)

## La portée juridique
Le Conseil constitutionnel déduit de l'article 62 de la Constitution que ses décisions ont l'autorité de la chose jugée. Dans sa décision 62-18 L du 16 janvier 1962, le Conseil constitutionnel a précisé que « L'autorité des décisions s'attache non seulement à leur dispositif mais aussi aux motifs qui en sont le soutien nécessaire et en constituent le fondement même ». Par-là, il faut comprendre que ce n'est pas seulement le sens de la décision que les autorités publiques doivent suivre mais aussi les principes qui la sous-tendent et qui sont détaillées par le juge constitutionnel au titre de la motivation de ses décisions. Cette autorité absolue de chose jugée ne fait pas obstacle à la reconnaissance de la possibilité d'un recours en rectification d'erreur matérielle (Conseil constitutionnel, 1987, Décision n° 87-1026 AN : « Considérant que la demande de M. Georges Salvan tend à la rectification de l'un des visas de la décision du Conseil constitutionnel n° 86-986/1006/1015 en date du 8 juillet 1986 portant la mention que la commune de Rabastens est située dans le département de Tarn-et-Garonne alors qu'elle se trouve dans celui du Tarn ; Considérant que cette demande, qui tend exclusivement à la rectification d'une erreur matérielle non imputable au requérant, ne met pas en cause l'autorité de la chose jugée par le Conseil constitutionnel et n'est dès lors pas contraire aux dispositions de l'article 62 de la Constitution »). 
Le Conseil d'État et la Cour de cassation en ont une interprétation assez stricte : ils ne reconnaissent l'autorité d'une décision du Conseil constitutionnel que lorsqu'ils considèrent le texte même qui a fait l'objet de cette décision. Ainsi, la règle posée par l'article 62 n'empêche pas le juge constitutionnel et les deux cours suprêmes d'avoir des désaccords sur certaines questions de droit. L'un des différends les plus importants a opposé la Cour de cassation et le Conseil constitutionnel sur le statut pénal du chef de l'État, débat à l'origine de l'une des deux révisions constitutionnelles du 23 février 2007. En revanche, les juridictions nationales sont tenues de suivre les réserves d'interprétation émises par le Conseil constitutionnel. En effet, ce dernier peut décider de ne pas censurer une disposition tout en précisant l'interprétation à en donner de manière à éviter qu'elle ne soit interprétée dans un sens contraire à la Constitution (Conseil d'État, 11 mars 1994, La Cinq).